# Liste der denkmalgeschützten Objekte in Großharras
Die Liste der denkmalgeschützten Objekte in Großharras enthält die 15 denkmalgeschützten, unbeweglichen Objekte der Gemeinde Großharras.

## Denkmäler
| Foto |                 | Denkmal                                                                | Standort                                       | Beschreibung | Metadaten |
| ---- | --------------- | ---------------------------------------------------------------------- | ---------------------------------------------- | --- | --- |
| ja   | Datei hochladen | Gnadenstuhl HERIS-ID: 26279 Objekt-ID: 22750                           | gegenüber Diepolz 17 Standort KG: Diepolz      | Der Gnadenstuhl, der sich in der Ortsmitte auf einer Säule über einem Postament erhebt, ist mit der Jahreszahl 1850 bezeichnet. | BDA-Hist.: Q37900961 Status: § 2a Stand der BDA-Liste: 2025-06-30 Name: Gnadenstuhl GstNr.: 99 Gnadenstul Diepolz                                                     |
| ja   | Datei hochladen | Schule HERIS-ID: 26281 Objekt-ID: 22752                                | Diepolz 80 Standort KG: Diepolz                | | BDA-Hist.: Q37901000 Status: § 2a Stand der BDA-Liste: 2025-06-30 Name: Schule GstNr.: 238                                                                            |
| ja   | Datei hochladen | Lichtsäule HERIS-ID: 26277 Objekt-ID: 22748                            | gegenüber Diepolz 84 Standort KG: Diepolz      | Die spätgotische Lichtsäule (Pestkreuz) im Westen von Diepolz, aus Sandstein gefertigt, ist mit der Jahreszahl 1499 und mit den Namen ihres Stifters Hanns Ursprung bezeichnet. Der achtseitige Schaft mit gotischen Nasen am Fuß, gekehlter Fasung und reliefierten Maskenköpfen am Kapitell, die durch Blendmaßwerkverzierungen verbunden sind, trägt ein gedrungenes Tabernakel aus jüngerer Zeit, gedeckt durch eine Dachplatte und ein eingeschwungenes Pyramidendach mit barockem Schmiedeeisenkreuz. | BDA-Hist.: Q37900935 Status: § 2a Stand der BDA-Liste: 2025-06-30 Name: Lichtsäule GstNr.: 106 Lichtsäule Diepolz, Gemeinde Großharras                                |
| ja   | Datei hochladen | Hl.-Grab-Kapelle HERIS-ID: 26278 Objekt-ID: 22749                      | Standort KG: Diepolz                           | Die Heilig-Grab-Kapelle wurde im 17. Jahrhundert erbaut. | BDA-Hist.: Q37900946 Status: § 2a Stand der BDA-Liste: 2025-06-30 Name: Hl. Grabkapelle GstNr.: 500 Hl. Grab Kapelle Diepolz                                          |
| ja   | Datei hochladen | Ortskapelle hl. Maria HERIS-ID: 26280 Objekt-ID: 22751                 | Diepolz 80, neben Standort KG: Diepolz         | Die schlichte Kapelle wurde 1844 erbaut. Ihre Ausstattung stammt aus dem frühen 20. Jahrhundert. | BDA-Hist.: Q37900981 Status: § 2a Stand der BDA-Liste: 2025-06-30 Name: Ortskapelle hl. Maria GstNr.: 1 Ortskapelle Diepolz, Großharras                               |
| ja   | Datei hochladen | Wegkapelle und zwei Grabsteine HERIS-ID: 23507 Objekt-ID: 19861        | bei Großharras 227 Standort KG: Großharras     | Die Wegkapelle ist mit der Jahreszahl 1758 bezeichnet. Daneben stehen zwei Grabsteine. | BDA-Hist.: Q37876826 Status: § 2a Stand der BDA-Liste: 2025-06-30 Name: Wegkapelle und zwei Grabsteine GstNr.: 456/1                                                  |
| ja   | Datei hochladen | Pfarrhof HERIS-ID: 21831 Objekt-ID: 18155                              | Großharras 53 Standort KG: Großharras          | Der Pfarrhof mit barockem Rundbogenportal wurde in der ersten Hälfte des 18. Jahrhunderts erbaut. | BDA-Hist.: Q37865146 Status: § 2a Stand der BDA-Liste: 2025-06-30 Name: Pfarrhof GstNr.: 279                                                                          |
| ja   | Datei hochladen | Figurenbildstock hl. Johannes Nepomuk HERIS-ID: 23512 Objekt-ID: 19866 | vor Großharras 83 Standort KG: Großharras      | Der Bildstock wurde um 1730 errichtet und wurde 2019 restauriert. | BDA-Hist.: Q37876857 Status: § 2a Stand der BDA-Liste: 2025-06-30 Name: Figurenbildstock hl. Johannes Nepomuk GstNr.: 374/3 Nepomukstatue Großharras                  |
| ja   | Datei hochladen | Bildstock HERIS-ID: 23509 Objekt-ID: 19863                             | Großharras 207, vor Standort KG: Großharras    | Der Bildstock stammt aus der ersten Hälfte des 16. Jahrhunderts. | BDA-Hist.: Q37876843 Status: § 2a Stand der BDA-Liste: 2025-06-30 Name: Bildstock GstNr.: 77                                                                          |
| ja   | Datei hochladen | Kath. Pfarrkirche Hl. Dreifaltigkeit HERIS-ID: 23140 Objekt-ID: 19488  | Großharras 52, neben Standort KG: Großharras   | Der gotische Chor der Pfarrkirche stammt aus der Mitte des 14. Jahrhunderts. 1731 wurde eine barocke Sakristei angebaut und 1766 das Langhaus barockisiert. 1840 entstand die Johannes-Nepomuk-Kapelle südlich des Langhauses. | BDA-Hist.: Q37874393 Status: § 2a Stand der BDA-Liste: 2025-06-30 Name: Kath. Pfarrkirche Hl. Dreifaltigkeit GstNr.: 1 Pfarrkirche Großharras                         |
| ja   | Datei hochladen | Bildstock HERIS-ID: 85274 Objekt-ID: 99465                             | Großharras 80, bei Standort KG: Großharras     | | BDA-Hist.: Q38184923 Status: § 2a Stand der BDA-Liste: 2025-06-30 Name: Bildstock GstNr.: 482 Bildstock Ortsmitte Großharras                                          |
| ja   | Datei hochladen | Figurenbildstock hl. Florian HERIS-ID: 4774 Objekt-ID: 631             | bei Zwingendorf 95 Standort KG: Zwingendorf    | Die Figur des hl. Florian stammt aus dem Jahr 1761. | BDA-Hist.: Q38062123 Status: § 2a Stand der BDA-Liste: 2025-06-30 Name: Figurenbildstock hl. Florian GstNr.: 2865/1 Florian Zwingendorf, Gemeinde Großharras          |
| ja   | Datei hochladen | Figurenbildstock hl. Johannes Nepomuk HERIS-ID: 23514 Objekt-ID: 19868 | bei Zwingendorf 244 Standort KG: Zwingendorf   | Die Heiligenfigur wurde Ende des 18. Jahrhunderts geschaffen. Die Figur wurde 2019 restauriert. | BDA-Hist.: Q37876872 Status: § 2a Stand der BDA-Liste: 2025-06-30 Name: Figurenbildstock hl. Johannes Nepomuk GstNr.: 2744/1 Nepomuk Zwingendorf, Gemeinde Großharras |
| ja   | Datei hochladen | Kath. Pfarrkirche hl. Laurentius HERIS-ID: 23515 Objekt-ID: 19869      | Zwingendorf 32, neben Standort KG: Zwingendorf | Die spätbarocke Saalkirche wurde 1796 nach einem Brand umgebaut. Ihre Ausstattung stammt aus dem frühen 20. Jahrhundert. | BDA-Hist.: Q37876884 Status: § 2a Stand der BDA-Liste: 2025-06-30 Name: Kath. Pfarrkirche hl. Laurentius GstNr.: 2855 Pfarrkirche Zwingendorf                         |
| ja   | Datei hochladen | Gnadenstuhl HERIS-ID: 85268 Objekt-ID: 99459                           | Standort KG: Zwingendorf                       | | BDA-Hist.: Q38184907 Status: § 2a Stand der BDA-Liste: 2025-06-30 Name: Gnadenstuhl GstNr.: 3409/2 Gnadenstuhl Zwingendorf                                            |